# Csenge Bácskay
Csenge Maria Bácskay (née le 4 avril 2003 à Budapest) est une gymnaste artistique hongroise.

## Carrière
Csenge Bácskay obtient aux Gymnasiades de 2008 à Marrakech la médaille d'or par équipes et la médaille d'argent au saut de cheval.
Elle est médaillée d'argent au saut de cheval aux Jeux olympiques de la jeunesse de 2018 à Buenos Aires. 
Elle remporte la médaille de bronze au concours par équipes aux Championnats d'Europe de gymnastique artistique féminine 2020 à Mersin.